# 何民魂
何民魂（？—1953年），字啼红，江苏松江（今属上海）人。中华民国政治人物。曾任南京市市长。

## 生平
何民魂1927年6月任江苏省政府委员。1928年4月至7月在新桂系兵力到达长江时任南京市市长。1928年任国民政府建设委员会委员，南京文化大学校长。1930年代他是倒蒋介石人士，和新桂系、冯玉祥、龙云均有联系。抗日战争中，曾任第五战区副司令长官（李品仙）部参谋长。
1942年因为不满蒋介石，反感重庆政府的贪污无能，他携家从国民政府所在的陪都重庆经过贵州、广西到达日本占领的广州，准备到上海未果，遂留在广州，此后曾拜访汪精卫政权广州市政府工务局长、广东省长陈耀祖的姪婿金肇祖，获得接见。后在陈耀祖、金肇祖、顾士谋关照下飞往上海，后来又到南京见过汪精卫。1942年冬，妻子邹绿云在广州去世。他在日本投降前，充任日本、南京、重庆、桂系、李济深等各方面之间的联络人。1945年10月，何民魂又从重庆来广州。后在广州和李女士结婚。此后何民魂一家离开广州到上海，不久于1946年内迁居苏州。1949年10月中华人民共和国成立前后，他曾到北京。1950年春，何民魂将家眷迁到广州。后来他在香港中风，被家人接到广州，在纪劬劳医院短期治疗无效，于1953年在广州病逝。

## 家庭
- 弟：何民甦，民国六年讨袁之役，于广东战死
- 妻（第一任）：邹绿云（？-1942年）
  - 子：何师涉
  - 女：何师莹
  - 子：何师明
- 妻（第二任）：李剑英（？-？）（邹绿云的谊妹）
  - 女：何师昭（1947-）
  - 女：何师贤（1948-）